# Distretto di Jizhou (Hengshui)
Il distretto di Jizhou (冀州区S, Jìzhōu QūP) è un distretto della Cina, situato nella provincia di Hebei e amministrato dalla prefettura di Hengshui.